# Décembre 1941
Les événements concernant la Seconde Guerre mondiale sont détaillés dans l'article Décembre 1941 (Seconde Guerre mondiale).

## Événements
- Création de la première « brigade prolétarienne » par Tito en Yougoslavie.
- Publication du premier numéro des journaux de la résistance française Témoignage chrétien et Franc-Tireur
- Singapour, la Malaisie, le Sarawak, et le Nord-Bornéo sont envahis par les Japonais. Avance japonaise jusqu’en Birmanie à l’ouest, en Nouvelle-Guinée au sud (1941-1942).
- Premier vol du chasseur japonais Kawasaki Ki-61 Hien.
- Décembre - janvier : Contre-offensive soviétique durant l’hiver.

- 1er décembre : rencontre Pétain - Goering.

- 3 décembre : Władysław Sikorski remet à Staline une liste incomplète comportant les noms de 30 845 officiers polonais qui étaient prisonniers en URSS et qui ne donnent plus aucun signe de vie.

- 4 décembre : Władysław Sikorski signe avec Staline un accord à la suite duquel les forces polonaises en URSS devaient être portées à 96 000 hommes ; Władysław Sikorski réussit à obtenir l’autorisation de Staline d’évacuer 25 000 soldats polonais vers l'Iran pour compléter les Forces armées polonaises au Moyen-Orient.

- 5 décembre :
  - Le Royaume-Uni déclare la guerre à la Finlande, la Hongrie et la Roumanie.
  - Les blindés Allemands sont à 25 kilomètres de Moscou
  - L’avance allemande sur Moscou est stoppée par l’Armée rouge.

- 6 décembre :
  - Contre-offensive soviétique dégageant Moscou. Les forces allemandes encerclées se forment en hérissons.
  - S'envolant de 6 porte-avions, l'aviation japonaise met le cap sur Pearl Harbor.

- 7 décembre :
  - Attaques aériennes japonaises sur Pearl Harbor, ainsi que sur Hong Kong, Singapour, la Malaisie, la Thaïlande et Shanghai.[réf. nécessaire]
  - Le Mexique suspend ses relations diplomatiques avec le Japon.
  - Le Royaume-Uni déclare la guerre au Royaume de Roumanie.
  - Décret Nacht und Nebel (Nuit et brouillard) signé par le maréchal Wilhelm Keitel.

- 8 décembre :
  - Le Japon déclare la guerre aux États-Unis, au Royaume-Uni et à l'Australie.
  - Les États-Unis entrent en guerre du côté des alliés.
  - Le camp d'extermination de Chełmno, près de Łódź, devient opérationnel (c’est le premier camp d'extermination sur les territoires polonais annexés au Reich).
  - L’URSS se déclare neutre.
  - Les Indes orientales néerlandaises déclarent la guerre au Japon. La veille, les troupes japonaises ont débarqué dans la partie britannique de Bornéo et dans le nord de la presqu’île de Malacca qui est entièrement occupée à la fin du mois de janvier 1942.
  - Quelques heures après l’attaque japonaise sur Pearl Harbor, le gouvernement thaïlandais permet aux troupes japonaises de traverser le pays pour atteindre la frontière malaise.
  - Débarquement japonais sur la côte de la Malaisie britannique.

- 9 décembre : Haïti, le Costa Rica, le Salvador, le Nicaragua, Panama et le Guatemala entrent en guerre contre l’Allemagne et le Japon.

- 10 décembre :
  - Échec britannique du cuirassé HMS Prince of Wales coulé par attaque aérienne japonaise.
  - La garnison américaine de Guam capitule.
  - Les britanniques brisent le siège de Tobrouk et obligent l’Afrikakorps à se retirer vers l’Égypte.
  - Les troupes japonaises débarquent aux Philippines.
  - Cuba et la République dominicaine entrent en guerre contre l’Allemagne et le Japon.
  - Le cuirassé HMS Prince of Wales et le croiseur de bataille HMS Repulse sont coulés au large de la Malaisie par des bombardiers-torpilleurs japonais Mitsubishi G3M.

- 11 décembre :
  - L'Allemagne et l'Italie déclarent la guerre aux États-Unis par solidarité avec le Japon. Les États-Unis déclarent la guerre à l'Allemagne et à l'Italie.
  - Le Mexique suspend ses relations diplomatiques avec l’Italie et l’Allemagne.

- 12 décembre :
  - Le Royaume-Uni déclare la guerre à la Bulgarie après que cette dernière déclara la guerre au Royaume-Uni et aux États-Unis.
  - France : naissance du Service d'ordre légionnaire (S.O.L.).

- 13 décembre : la Hongrie déclare la guerre aux États-Unis.

- 14 décembre :
  - Début de la bataille de Gazala (Libye) ; les Polonais de la Brigade autonome des chasseurs des Carpates y participent.
  - Cent otages fusillés par les Allemands à Paris.

- 15 décembre : l’ancien journaliste et député communiste Gabriel Péri est fusillé par les Allemands.

- 16 décembre :
  - Le Japon envahit Bornéo.
  - Les Soviétiques reprennent Kalinine (Tver).

- 17 décembre : début du siège de Sébastopol.

- 18 décembre : les troupes japonaises débarquent sur l'île de Hong Kong. Le même jour, Himmler écrit ce qui s'apparente être l'ordre d'Hitler d'exterminer les juifs

- 19 décembre : Adolf Hitler prend le commandement direct de la Wehrmacht.

- 20 décembre : les troupes allemandes battent en retraite devant Moscou.

- 21 décembre : à la suite des échecs sur le front de l’est, Hitler prend personnellement le commandement des armées.

- 22 décembre :
  - La conférence Arcadia, à Washington, entre Churchill et Roosevelt, conduit à la définition d'une stratégie générale donnant la priorité à la lutte contre le Reich ; les responsables américains reconnaissent la nécessité, pour les forces alliées, de neutraliser au plus vite et de manière décisive la menace allemande.
  - Débarquement japonais aux Philippines.

- 23 décembre : premier vol du bimoteur de transport SNCAS0 SO.80, alias SO.800 P, alias MB.800-P.

- 24 décembre : ralliement de Saint-Pierre-et-Miquelon aux Forces françaises libres du Général de Gaulle.

- 25 décembre : reddition de Hong Kong.

- 26 décembre :
  - Le nationaliste birman Aung San tente de conquérir l’indépendance de la Birmanie : le mouvement Thakin (“maître”) forme une Armée d'indépendance de la Birmanie (BIA) avec l’aide des Japonais, mais ce soutien se solde par une occupation du pays (16 janvier 1942-1945)[1].
  - Le Duce tente de mener une « relève » des anciens dirigeants du parti fasciste par des jeunes ; Aldo Vidussoni, 26 ans, est nommé à la tête du PNF.

- 27 décembre : l’Union soviétique parachute un premier groupe de communistes polonais, dévoués aux soviétiques, dans les anciens confins orientaux de la Pologne pour y reconstituer le parti communiste dissous en 1938 et y contrebalancer l’influence des résistants qui s’étaient activés dès que les Allemands y avaient pénétré.

- 30 décembre : la Brigade autonome des chasseurs des Carpates participe à la bataille d'El-Bardia avant d'aller occuper des positions de défense autour d’El Gazala.

- 31 décembre : Jean Moulin quitte Londres pour être parachuté en France.

## Naissances
- 2 décembre : Ahn Junghyo, écrivain et traducteur sud-coréen († 1er juillet 2023).
- 5 décembre : Mahammad Asadov, conseiller d'État et ministre de l'Intérieur de la République d'Azerbaïdjan († 20 novembre 1991).
- 8 décembre : Valentin-Yves Mudimbe, écrivain congolais († 22 avril 2025).
- 9 décembre :
  - Beau Bridges, acteur américain.
  - Dea Trier Mørch, artiste et écrivaine danoise († 26 mai 2001).

- 10 décembre :
  - Christian Charles Emig, C. C. Emig, océanographe biologiste.
  - Tommy Rettig, acteur américain († 15 février 1996).

- 13 décembre : Catherine Tasca, femme politique, sénateur, ancien ministre.

- 14 décembre : Ed Chynoweth, personnalité importante du Hockey.

- 17 décembre : André Lacrampe, évêque catholique français, archevêque de Besançon.

- 18 décembre : Jos Huysmans, coureur cycliste belge († 10 octobre 2012).

- 23 décembre : Tim Hardin, musicien.

- 25 décembre : Noël Le Graët, Dirigeant de la Fédération française de football de 2011 à 2023.

- 26 décembre : Gilbert Meyer, personnalité politique française († 21 septembre 2020).

- 27 décembre : Mike Pinder, musicien britannique († 24 avril 2024).

- 28 décembre : Georges Vandenberghe, coureur cycliste belge († 23 septembre 1983).

## Décès
- 12 décembre : Ceslav Sieradzki , apprenti boulanger, adolescent résistant français d'origine polonaise, abattu à 16 ans au camp de sûreté de Vorbruck-Schirmeck (°16 juillet 1925).
- 15 décembre : Gabriel Péri, homme politique français, résistant pendant la guerre.

- 19 décembre : Carl Bantzer, peintre allemand (° 6 août 1857).

- 20 décembre : John Campbell Elliott, homme politique.
- 21 décembre : Louis Dufourcet, écrivain français (° 1er août 1866).

- 30 décembre : Lazar Lissitzky, peintre, designer, photographe, typographe et architecte russe (° 23 novembre 1890).